# Sinnenas rike

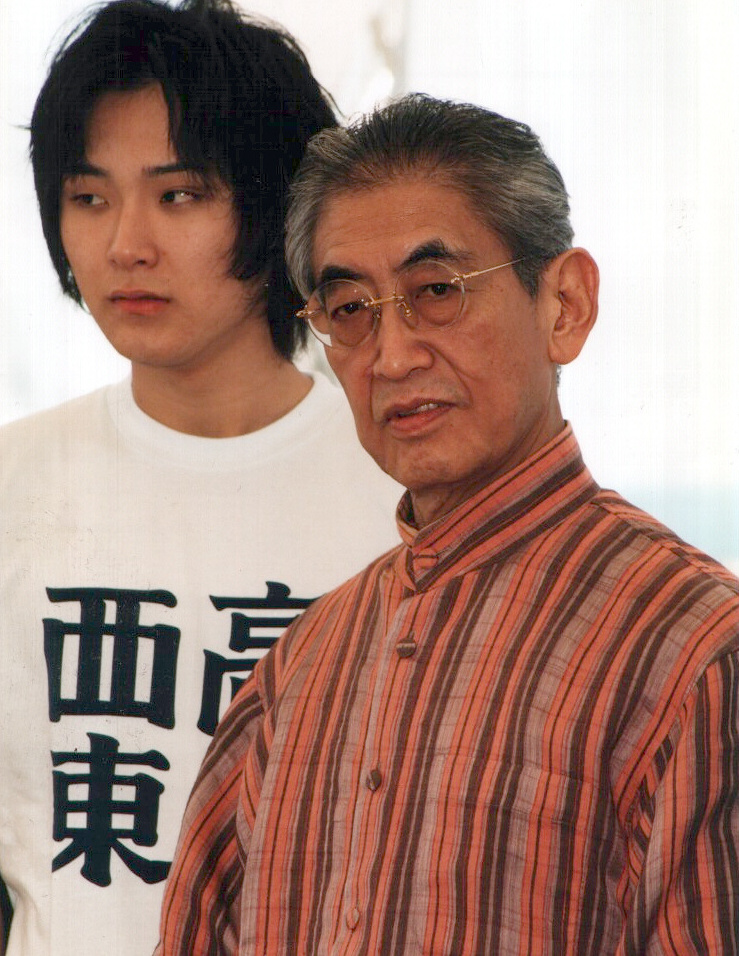
Nagisa Ōshima (till höger) på Filmestivalen i Cannes år 2000.

Sinnenas rike (愛のコリーダ, Ai no corrida, "Kärlekens tjurfäktning") är en japansk film från 1976 med manus och regi av Nagisa Oshima. Filmen är ett erotiskt kärleksdrama baserat på en verklig händelse i Japan 1936 (se: Sada Abe). Det explicita stundtals brutala bildspråket gjorde att filmen totalförbjöds i ett antal länder. De två huvudrollerna spelas av Tatsuya Fuji och Eiko Matsuda.
De namn som filmen översattes till i Europa går tillbaka på Roland Barthes bok om Japan: L'empire des signes (1970). Filmen har sedan i Sverige lånat sitt namn till ett musikalbum av Lustans lakejer (1985).
1978 hade den fria uppföljaren Passionernas rike japansk premiär (svensk premiär 1980).

## Källhänvisningar
1. 1 2 3 4 5 6 7 8 9 10 11 12 13 14 15 16 17 18 19 20 21  läs online, Internet Movie Database .[källa från Wikidata]
2. 1 2  australiensisk klassificerings-ID: realm-senses-0.[källa från Wikidata]
3. ↑  MyDramaList titel-ID: 6752, läst: 13 maj 2020.[källa från Wikidata]
4. ↑  "Empire of Passion (1978) – Release Dates". IMDb. Läst 2 feb 2018. (engelska)